# Morte di Adone
La Morte di Adone è un dipinto a olio su tela (189x285 cm) di Sebastiano del Piombo, databile al 1512 e conservato nella Galleria degli Uffizi a Firenze.

## Storia
Il dipinto dovette essere realizzato per Agostino Chigi, poco dopo dell'arrivo del pittore veneziano a Roma, chiamato proprio per prendere parte alla decorazione della Villa Chigi. In un inventario della villa del 1520 è indicato come recante "figure de donne più nude et belle".
L'opera arrivò a Firenze nel 1587 e fu tenuta a Palazzo Pitti; nel 1675 è menzionata nella raccolta del cardinale Leopoldo de' Medici. Passò agli Uffizi con attribuzione errata al Moretto, reindirizzata su Sebastiano del Piombo dal Morelli. Nel tempo subì alterne vicende attributive, con D'Achiardi che rifiutò il nome del pittore veneziano, Bernardini che lo accettò con riserva, Suter che chiamò in causa Giulio Campagnola e Niccodemi che parlò della cerchia del Moretto. In realtà i dubbi erano legati alle condizioni del dipinto, incupito dallo sporco, e dopo un restauro lo stesso Niccodemi si ricredette: se Venturi accettò l'opera nel catalogo di Sebastiano con riserve, esse vennero sciolte dal Gombosi, dal Pallucchini e da Bernard Berenson.
Danneggiato dall'attentato di via dei Georgofili del 1993, fu interessato da gravi lacerazioni che vennero però restaurate prontamente, facendo dell'opera un simbolo della rinascita del museo.

## Descrizione e stile
Al centro della tela Venere, nuda, seduta con le gambe accavallate e vicina a Cupido, è intristita per la morte di Adone, il cui corpo giace esanime a sinistra. La posa della dea cita coltamente lo Spinario, scultura ellenistica ben nota nella cerchia intellettuale romana. Compagne della dea partecipano al dolore, sulla destra, e parlano, indicandola, con una sorta di Sileno che suona il flauto.
Sullo sfondo, tra le fronde, si vede una distesa d'acqua e oltre, nella luce calda del tramonto, la città di Venezia: si riconoscono infatti il palazzo Ducale, le cupole della basilica di San Marco, la torre dell'orologio, le Procuratie vecchie. Può darsi che allora il Chigi avesse richiesto un'allegoria dello stato di Venezia associandola a "Venusia" cioè Venere dolente: la città lagunare infatti, se abbandonata alla seduzione e alla sensualità, è destinata a morte e putrefazione.
La composizione richiama i modi di Raffaello e di Giorgione (come i Tre filosofi).